# Shozo Sasahara
Shozo Sasahara (Yamagata, Japón, 28 de julio de 1929-5 de marzo de  2023) fue un deportista japonés especialista en lucha libre olímpica donde llegó a ser campeón olímpico en Melbourne 1956.

## Carrera deportiva
En los Juegos Olímpicos de 1956 celebrados en Melbourne ganó la medalla de oro en lucha libre olímpica estilo peso pluma, por delante del belga Joseph Mewis (plata) y del finlandés Erkki Penttilä (bronce).